# 宮城県石巻北高等学校
宮城県石巻北高等学校（みやぎけんいしのまききたこうとうがっこう）は、宮城県石巻市鹿又にある、県立の高等学校である。

## 設置学科
- 全日制課程
  - 総合学科
    - 食農系列
    - 家庭系列
    - 経情系列
    - 教養系列
    - 進学系列

## 部活動
- 運動部
  - 陸上競技部
  - 柔道部
  - サッカー部
  - ソフトテニス部（男女）
  - バレーボール部（男女）
  - ソフトボール部
  - 硬式野球部
  - バスケットボール部（男女）
  - 卓球部（男女）
  - 弓道部
- 文化部
  - 商業経済部
  - 文芸部
  - 自然科学部
  - 吹奏楽部
  - 演劇部
  - 手芸部
  - 写真部
  - 美術部
  - 書道部
  - 華道部
  - 園芸部
  - ボランティア部
  - 囲碁将棋部
  - 人文科学部

## 沿革
- 1924年 - 鹿又実科高等女学校として開校。
- 1943年 - 宮城県鹿又高等女学校となる。
- 1948年 - 新制高等学校が発足し、宮城県鹿又高等学校となる。定時制課程を新たに設置（1963年一時廃止）。
- 1966年 - 宮城県河南高等学校となる。定時制課程を再設置（同年閉校した前谷地高等学校の生徒を収容）。農業科を設置。
- 1969年 - 定時制課程の生徒募集を停止。
- 1981年 - 普通科の男女共学を実施。
- 1982年 - 農業科の男女共学を実施。
- 2004年 - 創立80周年記念式典を挙行。
- 2010年 - 校名が宮城県石巻北高等学校となり、学科は普通科、農業科から総合学科に再編される。また、宮城県飯野川高等学校を合併し、飯野川高等学校の分校であった十三浜校は閉校された。

## 交通
- JR石巻線
  - 鹿又駅下車徒歩6分
- 三陸沿岸道路
  - 河北ICから車で約3分
  - 石巻女川ICから車で約6分

## 近辺
- 旧北上川
- 追浜川
- JR石巻線
  - 鹿又駅
- 国道45号
- 県道191号
- 県道196号
- 三陸沿岸道路
  - 河北IC
- 天王橋
- 鹿又小学校
- 鹿又郵便局
- 道の駅 上品の郷

## 著名な出身者
- 吉本昌弘 - 脚本家